# Rockin' Kats
Rockin' Kats (i Japan NY Nyankies (ニューヨークニャンキース?) ) är ett plattformsspel som gavs ut av Atlus till NES 1991. I detta sidoscrollande spel styr man katten Willy med målet att rädda dennes flickvän och besegra det kriminella gäng som tagit över New York.